# Rachel Musson

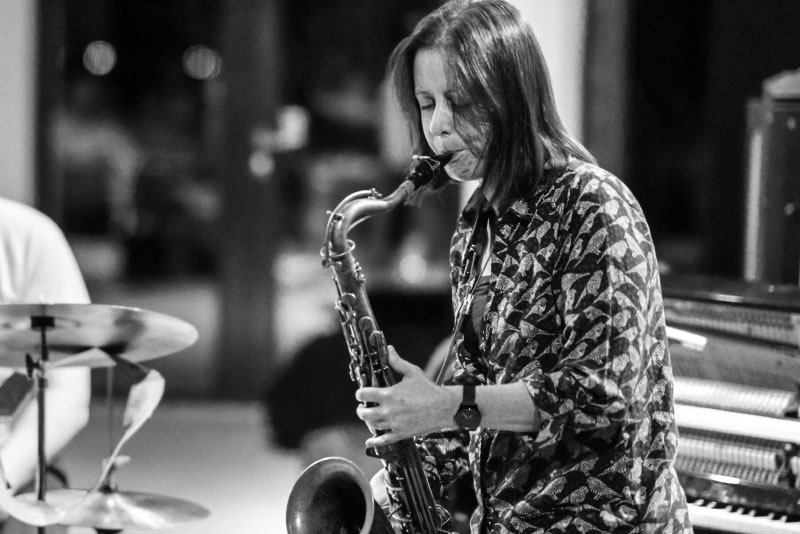
Rachel Musson (2019)

Rachel Musson (* in South Wales) ist eine britische Jazz- und Improvisationsmusikerin (Tenorsaxophon).

## Leben und Wirken
Musson wuchs in Wales auf und studierte an der City University London, danach an der Guildhall School of Music and Drama und am Trinity College of Music. Daneben arbeitet sie seit Ende der 1990er-Jahre in mehreren Londoner Improvisationsprojekten, darunter mit Polar Bear, Seb Rochford, Steve Buckley und Caroline Kraabel, in den 2010er-Jahren im Trio mit Liam Noble und Mark Sanders, mit denen sie das Album Tatterdemalion für das Label Babel vorlegte. Ferner spielt sie im Trio mit der dänischen Saxophonistin  Julie Kjaer  und der Cellistin Hannah Marshall, sowie in Duo-Formationen mit dem Kontrabassisten Olie Brice sowie dem Vibraphonisten Corey Mwamba. Sie ist außerdem Mitglied im Quintett von Alex Ward, in Eddie Prévosts Improvisationsband Atmospheric Disturbance, im E17 Jazz Collective und in Loz Speyers Formation Inner Space Music (mit Chris Biscoe, Olie Brice und Simon Roth). Daneben arbeitet sie mit ihrer eigenen Formation Skein (Album Flight Line 2010), für die sie auch komponiert. Im Laufe ihrer Karriere spielte sie auch mit Alcyona Mick, Han Bennink, Gail Brand, Federico Ughi, Mary Halvorson, John Russell, Adam Linson und Alan Tomlinson. 2013 wurde sie für den London Jazz Award nominiert. Im Bereich des Jazz war sie zwischen 1998 und 2020 an zehn Aufnahmesessions beteiligt.
Neben ihrer Tätigkeit als Musikerin arbeitet Musson in London als Yogalehrerin und Physiotherapeutin.

## Diskographische Hinweise
- Federico Ughi: The Space Within (Slam, 1998)
- Skein: Flight Line (FIRE, 2010), mit Josh Morrison, Javier Carmona, Will Collier
- Rachel Musson/Mark Sanders/Liam Noble: Tatterdemalion (Babel, 2013)
- Bibimbap (2016, mit John Edwards, Mark Sanders)
- Mike Caratti/Rachel Musson/Steve Beresford: Hesitantly Pleasant (2017)
- Rachel Musson/Pat Thomas/Mark Sanders: Shifa: Live at Cafe Oto (2019)
- Cath Roberts & Rachel Musson: Duo Set at BRAK, May 2018 (2020)
- Rachel Musson: I Went This Way (2020, mit Debbie Sanders, Lee Griffiths, Xhosa Cole, Chris Map, Mark Sanders und Streichern)
- Shifa: Live in Oslo (577 Records, 2020)
- Olie Brice: Fire Hills (2022)
- Rachel Musson, N. O. Moore, Olie Brice, Eddie Prévost: Under the Sun (Matchless, 2022)
- Colin Webster Large Ensemble: First Meeting (2023)
- Olie Brice, Rachel Musson & Mark Sanders: Immense Blue (2024)
- Olie Brice Quartet: All It Was (2025)